# كالفي ديل أومبريا
كالفي ديل أومبريا (بالإيطالية: Calvi dell'Umbria)‏ هي بلدية في مقاطعة تيرني في إقليم أومبريا الإيطالي.

## السكان
في سنة 1861 بلغ عدد السكان 1٬738 نسمة، وتطور العدد ليصل في سنة 2011 لـ 1٬883 نسمة.
يظهر هذا المخطط البياني تطور النمو السكاني لـ كالفي ديل أومبريا

## توأمة
لكالفي ديل أومبريا اتفاقيات توأمة مع:
- بآيتينغ